# Gerald Drayson Adams
Pour les articles homonymes, voir Drayson et Adams.
Gerald Drayson Adams est un scénariste britannique né le 26 juin 1900 à Winnipeg (Canada), décédé le 23 août 1988 à Las Cruces (États-Unis).

## Filmographie
- 1941 : The Miracle Kid
- 1942 : Duke of the Navy (en)
- 1947 : En marge de l'enquête (Dead Reckoning)
- 1948 : Old Los Angeles
- 1948 : Les Pillards (The Plunderers)
- 1949 : La Grande bagarre (The Big Steal)
- 1950 : Armored Car Robbery
- 1950 : L'Aigle du désert (The Desert Hawk)
- 1951 : Le Voleur de Tanger (The Prince Who Was a Thief)
- 1951 : The Lady from Texas (en)
- 1951 : La Princesse de Samarcande (The Golden Horde)
- 1951 : The Sea Hornet
- 1951 : Les Frères Barberousse (Flame of Araby)
- 1952 : Les Flèches brûlées (Flaming Feather)
- 1952 : The Battle at Apache Pass
- 1952 : Ville d'acier (Steel Town)
- 1952 : Duel sans merci (The Duel at Silver Creek)
- 1952 : Le Fils d'Ali Baba (Son of Ali Baba)
- 1952 : Passage interdit (Untamed Frontier)
- 1954 : Three Young Texans
- 1954 : La Princesse du Nil (Princess of the Nile)
- 1954 : La Sirène de Bâton Rouge (The Gambler from Natchez)
- 1954 : Taza, fils de Cochise (Taza, son of Cochise)
- 1955 : Le Grand Chef (Chief Crazy Horse)
- 1955 : Duel on the Mississippi (it)
- 1956 : Three Bad Sisters (en)
- 1956 : Les monstres se révoltent (The Black Sleep) de Reginald Le Borg
- 1956 : Gun Brothers
- 1957 : Les Tambours de la guerre (War Drums) de Reginald Le Borg
- 1957 : Maverick (série TV)
- 1959 :  Passage secret (Mission of Danger) de Jacques Tourneur et George Waggner
- 1959 : Frontière sauvage (Frontier Rangers)
- 1961 : Gun Fight
- 1962 : Le Massacre de la colline noire (Gold, Glory and Custer)
- 1962 : Fureur à l'ouest (The Wild Westerners)
- 1964 : Salut, les cousins (Kissin' Cousins)
- 1965 : Harum Scarum